# Jeannette Baltzer
Jeannette Baltzer, geborene Werner (* 5. Februar 1858 in Ems; † nach 1913) war eine deutsche Schriftstellerin. 
Sie wurde als Jeannette Werner 1858 im heutigen Bad Ems geboren. Im Jahr 1878 heiratete sie den Bauunternehmer und späteren Dampfziegeleibesitzer Karl Baltzer, mit dem sie nach Weilburg zog. Dort lebte sie noch 1913.

## Werke
- Harte Köpfe. Eine Geschichte aus dem Nassauischen. Kirchberger, Ems 1904.
- Heimatbilder. Erzählungen und Novellen. Clauss & Feddersen, Hanau 1907.